# Saitō Makoto
El vizconde Saitō Makoto, GCB (斎藤 実?   27 de octubre de 1858 - 26 de febrero de 1936) fue un almirante de la Armada Imperial Japonesa, dos veces gobernador general de Corea (1919-1927 y 1929-1931) y trigésimo primer ministro de Japón (26 de mayo de 1932-8 de julio de 1934).

## Biografía

### Primeros años
Nació en Mizusawa, provincia de Mutsu (actual ciudad de Ōshū, prefectura de Iwate), siendo hijo de un samurái del clan Mizusawa. En 1879, se graduó de la Sexta Clase de la Academia Naval Imperial Japonesa, quedando tercero de la clase entre 17 cadetes.

### Carrera militar
En 1884 viajó a Estados Unidos por cuatro años para estudiar como agregado militar. A su regreso a Japón en 1888, sirvió como miembro de la Administración General de la Marina Imperial Japonesa.
Luego de su promoción a teniente coronel el 20 de diciembre de 1893, sirvió como comandante segundo en el crucero Izumi y en el acorazado Fuji. 
Durante la primera guerra sino-japonesa, sirvió como capitán de los cruceros Akitsushima e Istukushima. El 10 de noviembre de 1898 se convirtió en Viceministro de la Marina, y fue promovido a contraalmirante el 20 de mayo de 1900.

### Carrera política

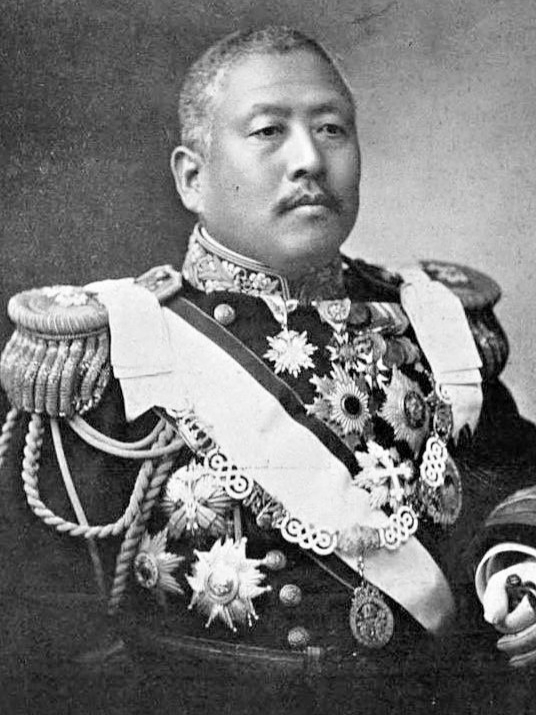
Saitō Makoto en 1910.

Nuevamente fue nombrado como Viceministro de la Marina al inicio de la guerra ruso-japonesa (1904 - 1905). Fue promovido a Vicealmirante el 6 de junio de 1904. Al finalizar la guerra, ocupó como Ministro de la Marina por ocho años (1906 - 1914), tiempo en el que se afanó continuamente por la expansión de la Marina.
El 21 de septiembre de 1907, fue ennoblecido con el título de danshaku (barón) bajo el sistema de pares kazoku. El 16 de octubre de 1912 fue promovido a Almirante. Sin embargo, el 16 de abril de 1914 fue forzado a renunciar a sus puestos en la Marina debido a su implicación con el escándalo Siemens y oficialmente quedó como reservista.
En 1919 fue nombrado como el tercer Gobernador General de Corea, cargo que se desempeñaría por varios años. Fue nombrado poco después del Movimiento Primero de Marzo e implantó una serie de medidas que moderaron las políticas durante la ocupación japonesa de Corea. Ocupó el cargo de Gobernador General en dos ocasiones (1919 - 1927 y 1929 - 1931). El 29 de abril de 1925 fue promovido a shishaku (vizconde). En 1927 fue miembro de la delegación japonesa en la Conferencia Naval de Ginebra, y posteriormente se convirtió en Consejero Privado.

### Como primer ministro
Luego del asesinato del primer ministro Inukai Tsuyoshi el 15 de mayo de 1932 por fanáticos pertenecientes a la Marina que pensaban que Inukai era muy conciliador (Incidente del 15 de mayo), el Príncipe Saionji Kinmochi, uno de los consejeros más cercanos e influyentes del Emperador, buscó la forma de impedir que un militar tomara cargo del gobierno. En un movimiento comprometedor, Saitō fue elegido como sucesor de Inukai. Sadao Araki permaneció como Ministro de Guerra e inmediatamente realizó demandas en el nuevo gobierno. Durante su período, Japón reconoció la independencia de Manchukuo y se retiró de la Sociedad de Naciones.
Durante su gobierno se firmó el Protocolo Japón-Manchukuo, por el cual Japón pasó a reconocer al nuevo estado de Manchukuo —que a partir de ese momento se convirtió en un estado marioneta, controlado por los japoneses—. La administración de Saitō fue uno de los más largos del período de entreguerras y finalizó el 8 de julio de 1934 cuando el gabinete renunció en masa luego del escándalo de sobornos (Incidente de Tenjin). Keisuke Okada lo sucedió como primer ministro.
Continuó como una figura importante en la política como Señor Guardián del Sello Privado desde el 26 de diciembre de 1935 pero fue asesinado durante el Incidente del 26 de febrero de 1936 en su casa en Yotsuya, Tokio.
Fue condecorado póstumamente con la Suprema Orden del Crisantemo.

## Referencias

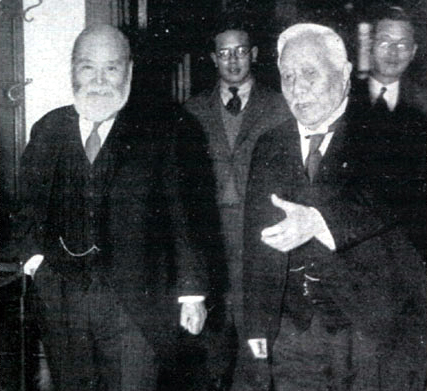
Saitō Makoto (derecha) junto con el ex primer ministro Takahashi Korekiyo (izquierda) en una reunión el 20 de febrero de 1936. Ambos serían asesinados seis días después durante el Incidente del 26 de febrero.